# National Velvet
National Velvet (bra: A Mocidade É Assim) é um filme de drama de 1944 baseado no romance homônimo de Enid Bagnold, publicado em 1935. É estrelado por Mickey Rooney, Donald Crisp e a jovem Elizabeth Taylor..

## Sinopse
Sussex, Inglaterra. Velvet Brown (Elizabeth Taylor) conhece um órfão, Mi Taylor (Mickey Rooney), quando ele passava pelo local e o convida para jantar com sua família: sua mãe Araminty Brown (Anne Revere), seu pai Herbert (Donald Crisp) e seus irmãos, Malvolia (Juanita Quigley), Edwina (Angela Lansbury) e Donald (Jackie Jenkins). Logo Herbert Brown arruma um emprego para Mi. Quando Velvet ganha um cavalo numa rifa, decide chamá-lo de Pie e persuade Mi a ajudá-la a treiná-lo para a principal corrida de obstáculos de cavalos do país. Porém a taxa de inscrição é mais do que a família dela pode dispor. A sra. Brown paga a taxa com o dinheiro que tinha ganho anos antes, por nadar no Canal da Mancha. A situação complica quando Velvet sente que o jóquei, que supostamente montaria Pie, não acredita no animal. Velvet crê que Pie sentirá isto e não renderá o suficiente, assim ela pede para Mi cortar seus cabelos bem curtos para que possa se passar por um jóquei, mesmo sabendo que se for desmascarada será desclassificada.

## Elenco
- Mickey Rooney ... Mi Taylor
- Donald Crisp ... Mr. Herbert Brown
- Elizabeth Taylor ... Velvet Brown
- Anne Revere ... Mrs. Araminty Brown
- Angela Lansbury ... Edwina Brown
- Jackie 'Butch' Jenkins ... Donald Brown
- Juanita Quigley ... Malvolia "Mally" Brown
- Reginald Owen ... Farmer Ede
- Norma Varden ... Miss Sims
- Terry Kilburn ... Ted
- Arthur Shields ... Mr. Hallam
- Alec Craig ... Tim
- Eugene Loring ... Ivan Taski
- Jane Isbell ... Jane

## Canção
- Summertime - Elizabeth Taylor, e a orquestra e coro dos Estúdios MGM.

## Principais prêmios e indicações
Oscar 1945 (EUA)
| Ano  | Categoria               | Notas                                                          | Resultado |
| ---- | ----------------------- | -------------------------------------------------------------- | --------- |
| 1945 | Melhor Diretor          | Clarence Brown                                                 | Indicado  |
| 1945 | Melhor Atriz Secundária | Anne Revere                                                    | Venceu    |
| 1945 | Melhor Edição           | Robert J. Kern                                                 | Venceu    |
| 1945 | Melhor Fotografia       | Leonard Smith                                                  | Indicado  |
| 1945 | Melhor Direção de Arte  | Cedric Gibbons Urie McCleary Edwin B. Willis Mildred Griffiths | Indicado  |